# Feldinduzierte Frequenzverdopplung
Die feldinduzierte Frequenzverdopplung (electric-field-induced second-harmonic generation, EFISH) ist eine Methode zur Messung der Hyperpolarisierbarkeit von organischen Molekülen. Die untersuchten Systeme sind im Grundzustand zentrosymmetrisch. Die Nicht-Zentrosymmetrie für die nichtlinearen Eigenschaften wird durch das Anlegen eines äußeren elektrischen Feldes mit Gleichstrom erzeugt. Dabei wird das Anlegen des Felds mit dem Laserpuls synchronisiert, dessen Frequenzverdopplung gemessen wird.
Alle zentrosymmetrischen Phasen können mit dieser Methode untersucht werden: Gase, Flüssigkeiten/Lösungen und zentrosymmetrische Kristalle.